# Pheniulus phenotypus
Pheniulus phenotypus är en mångfotingart som beskrevs av Chamberlin 1943. Pheniulus phenotypus ingår i släktet Pheniulus och familjen Parajulidae. Inga underarter finns listade i Catalogue of Life.